# Seagen
Seagen Inc. este o companie americană de biotehnologie axată pe dezvoltarea și comercializarea de terapii inovatoare bazate pe anticorpi monoclonali pentru tratamentul cancerului. Compania, cu sediul în Bothell, Washington (o suburbie a Seattle-ului), este liderul industriei în conjugate anticorp-medicament sau ADC, o tehnologie concepută pentru a exploata capacitatea de țintire a anticorpilor monoclonali pentru a livra agenți citotoxici direct către celulele canceroase. Conjugatele anticorp-medicament sunt destinate să protejeze celulele nevizate și astfel să reducă multe dintre efectele tox. Produsul principal al companiei, Adcetris (brentuximab vedotin) este disponibil comercial pentru patru indicații în mai mult de 65 de țări, inclusiv SUA, Canada, Japonia și membrii Uniunii Europene.
Pentru a extinde oportunitățile clinice ale brentuximab vedotin, Seagen conduce un program larg de dezvoltare clinică
pentru a evalua potențialul său terapeutic în linii anterioare ale indicațiilor sale aprobate, precum și într-o serie de alte setări de limfom și non-limfom. Compania dezvoltă împreună brentuximab vedotin în colaborare cu Takeda Pharmaceutical Company. În conformitate cu termenii colaborării, Seagen are drepturi complete de comercializare a brentuximab vedotin în Statele Unite și Canada. Takeda are drepturi exclusive de a comercializa candidatul la produs în toate celelalte țări.
În plus față de brentuximab vedotin, portofoliul de produse Seagen include enfortumab vedotin, care este dezvoltat în co-producție cu Astellas Pharma, tisotumab vedotin, care este dezvoltat în co-producție cu Genmab, SGN-LIV1A, un ADC care vizează LIV-1, și mai mulți agenți de imuno-oncologie în studii de fază 1.
În ianuarie 2018, compania a anunțat că va achiziționa Cascadian Therapeutics pentru 614 milioane de dolari.
În septembrie 2020, Merck & Co a anunțat că va achiziționa acțiuni obișnuite Seagen în valoare de 1 miliard de dolari, ambele companii dezvoltând împreună tratamentul principal: ladiratuzumab vedotin.
În noiembrie 2022, compania a anunțat numirea lui David R. Epstein ca director executiv și director.
Pfizer a convenit să achiziționeze Seagen în martie 2023.

## Tehnologie

### Bazată pe MMAE
Tehnologia proprietară a Seagen, bazată pe monometil auristatin E sau MMAE, folosită în conjugatele anticorp-medicament, potențează anticorpii monoclonali pentru a trata cancerul. Brentuximab vedotin, de exemplu, leagă anticorpul monoclonal anti-CD30 chimeric (cAC10) printr-un linker protează-cleavabil la MMAE. Acest ADC folosește un sistem de linker care este proiectat să fie stabil în fluxul sanguin, dar să elibereze MMAE după internalizarea în celulele tumorale care exprimă CD30. Această abordare are ca scop protejarea celulelor ne-țintite (sănătoase) și, astfel, reducerea multor efecte toxice ale chimioterapiei tradiționale, în timp ce potențial crește activitatea antitumorală. (Vezi și vedotins)

## Portofoliu de produse și conductă
- ADCETRIS:[1] folosit în tratamentul limfomului Hodgkin și al limfomului anaplazic sistemice cu celule mari.[6]
- SGN-75 (INN: vorsetuzumab mafodotin: un anticorp monoclonal umanizat IgG1 conjugat printr-un linker maleimidocaproyl (mc) necleavabil cu monometil auristatin F (MMAF), folosit în studiul de fază I al pacienților cu carcinom renal recurent sau refractar sau pacienții cu limfom non-Hodgkin.[7]
- ASG-5ME: candidat la produs pentru tratamentul tumorilor solide (țintește SLC44A4 în cancerul pancreatic, prostatic și gastric).
- Enfortumab vedotin (aka ASG-22ME, anterior ASG-22M6E): candidat la produs pentru tratamentul tumorilor solide (țintește Nectin-4 în cancerul de vezică, sân, plămân și pancreatic);[8][9] dezvoltat în parteneriat 50-50 cu Astellas[10]
- SGN-CD19A: candidat la produs pentru tratamentul malignităților hematologice